# Авиаудар по лагерю беженцев в Рафахе 26 мая 2024 года
Авиаудар по лагерю беженцев в Рафахе был нанесен армией Израиля 26 мая 2024 года в ходе войны в Газе, начавшейся после вторжения ХАМАС в Израиль 7 октября 2023 года.
Армия Израиля нанесла удар по лагерю беженцев в Рафахе спустя несколько часов после того, как ХАМАС впервые за несколько месяцев нанёс ракетный удар по территории Тель-Авива. Израильские силы ПВО сумели отразить этот ракетный залп; две женщины, направлявшиеся в укрытия во время воздушной тревоги, получили лёгкие ранения.
По израильским данным, при ударе по лагерю беженцев в Рафахе были убиты двое высокопоставленных боевиков ХАМАС. По данным Министерства здравоохранения Газы, подчинённого ХАМАС, в результате израильской атаки погибло 45 человек, ещё около 200 человек получили ранения.

## Предыстория
Израильский удар произошел спустя несколько дней после того, как прокурор Международного уголовного суда Карим Хан запросил ордер на арест премьер-министра Израиля Биньямина Нетаньяху и министра обороны Израиля Йоава Галанта. Также три европейских государства  — Ирландия, Испания и Норвегия — примерно в это же время заявили о своем намерении признать государство Палестина, что резко критиковалось властями Израиля.
24 мая 2024 года Международный суд ООН постановил, что Израиль должен немедленно прекратить наступление на Рафах.

## Атака по лагерю беженцев
ЦАХАЛ заявил, что в ночь на 27 мая нанес удар по Рафаху «на основе точных разведывательных данных», и что удар был рассчитан таким образом, чтобы «не навредить гражданскому населению».  По данным Axios, Израиль использовал высокоточный боеприпас для нанесения удара. При атаке были убиты два высокопоставленных боевика ХАМАС: Ясин Рабиа и Халед Нагар. Однако, по информации Axios, в результате атаки загорелся топливный бак, вызвавший пожар в лагере беженцев.
Пресс-атташе армии Израиля Даниэль Хагари заявил, что израильские военные изучают версию, согласно которой пожар возник из-за детонации склада боеприпасов, который мог быть размещен в лагере беженцев. Хагари отметил, что в армии Израиля считают, что 17-килограммовый боеприпас, которым был нанесен  удар по лагерю  беженцев, был слишком маломощным  чтобы вызвать такой пожар.  Он также отметил, что удар был нанесен по цели, расположенной за рамками очерченной израильтянами зоны безопасности.

## Реакция
В мире
Израильский удар по лагерю беженцев вызвал широкое осуждение международной общественности. Глава дипломатии Европейского союза Жозеп Боррель заявил, что «Израиль должен уважать решение суда ООН» и прекратить наступление на Рафах. Президент Франции Эммануэль Макрон также заявил, что израильские операции в Рафахе должны прекратиться, а Израиль обязан соблюдать международное право. Министр иностранных дел Германии Анналена Бербок заявила, что решение ООН с предписанием немедленно прекратить боевые действия в Рафахе является «обязательным» и его «надо выполнять». А министр иностранных дел Ирландии Михал Мартин заявил, что министры иностранных дел ЕС впервые провели «значительную дискуссии» вокруг введения санкций против Израиля если тот не будет соблюдать международное гуманитарное право. Министр иностранных дел Великобритании Дэвид Кэмерон заявил, что после «глубоко удручающих сцен после авиаударов по Рафаху» необходимо  «срочно заключить сделку по освобождению заложников и доставке помощи, а также сделать паузу в боевых действиях, чтобы можно было работать над долгосрочным устойчивым прекращением огня». Министр иностранных дел Канады Мелани Джоли заявила: «убийства невинных гражданских лиц совершенно неприемлемы. Уровень человеческих страданий катастрофический. Именно поэтому нам необходимо немедленное прекращение огня».
США заявили, что «Израиль должен принять все возможные меры предосторожности, чтобы защитить гражданское население».
Президент Турции Реджеп Тайип Эрдоган заявил, что «сделает всё», чтобы привлечь к ответственности ответственных за удар израильских чиновников.
Министерство иностранных дел Катара, выступавшее  посредником на переговорах между Израилем и ХАМАС, заявило, что случившееся  может завести в тупик переговоры по освобождению захваченных группировкой  ХАМАС израильских заложников.
Министерство иностранных дел Египта осудило «нападения на беззащитных гражданских лиц» и «политику, направленную на расширение масштабов смерти и разрушений в секторе Газа, чтобы сделать его непригодным для жизни», призвав Израиль «осуществить меры, предписанные Международным судом, в отношении немедленного прекращения военных операций» в Рафахе.
Официальный представитель МИД КНР Мао Нин заявила, что Китай «выражает серьёзную озабоченность в связи с продолжающимися военными операциями Израиля в Рафахе», призвав «все стороны защищать гражданское население и гражданские объекты».
С осуждением действий армии Израиля выступили генсек  ООН Антониу Гутерриш и верховный комиссар ООН по правам человека Фолькер Тюрк.
Израиль
Премьер-министр Израиля Биньямин Нетаньяху назвал случившееся «трагической случайностью» и обещал расследовать инцидент. При этом он заявил, что ЦАХАЛ прилагает все усилия, чтобы избежать жертв среди мирного населения, а также обещал продолжать войну с ХАМАС, пока не будут достигнуты её цели.